# De Apenplaneet
De Apenplaneet (originele titel La Planète des singes) is een sciencefictionboek van de Franse schrijver Pierre Boulle uit 1963. Het boek heeft als basis gediend voor onder andere een reeks films en een televisieserie.

## Inhoud
Het verhaal speelt zich af in een onbekend jaar in de toekomst. Jinn en Phyllis, een getrouwd koppel dat een cruise maakt met een ruimteschip, vindt een fles die door de ruimte zweeft. In de fles zit een brief geschreven door een man genaamd Ulysse Mérou. De rest van het boek beslaat het verhaal dat Jinn en Phyllis in de brief lezen:
Ulysse vertelt in zijn brief over een reis die hij en zijn vrienden, professor Antelle en arts Arthur Levain, hebben gemaakt in een ruimteschip. De reis brengt hen naar de rode zon Betelgeuse. De tocht duurt 350 jaar, maar vanwege de tijddilatatie lijkt het voor de inzittenden slechts 2 jaar. Ze vinden in het zonnestelsel van Betelgeuse een op de aarde lijkende planeet, die ze Soror noemen. Deze planeet blijkt ook een ras van mensen te bevatten, maar zij gedragen zich als chimpansees. Verder blijkt de planeet te worden bewoond door een ras van intelligente mensapen. De drie protagonisten komen voor het eerst in aanraking met deze apen wanneer ze gevangen worden door een groep gorilla’s, gewapend met machines en geweren gelijk aan die men op aarde had in de 20e eeuw. Levain wordt door de gorilla’s doodgeschoten en Ulysse wordt gevangen.
Ulysse wordt als gevangene naar een stad gebracht, die ook lijkt op een aardse stad uit de 20e eeuw. Hier worden de gevangen mensen verkocht als slaven of als proefdieren. Ulysse belandt in een laboratorium waar de apen een experiment uitvoeren gelijk aan dat van Ivan Pavlov. Ulysse trekt al snel hun aandacht omdat hij duidelijk slimmer is dan de andere mensen. Hij wordt door een van de onderzoekers, een vrouwelijke chimpansee genaamd Zira, in huis genomen. Zij leert hem de taal van de apen en de geschiedenis van de planeet. Ook ontmoet Ulysse Zira’s verloofde, Cornelius. Met Cornelius' hulp weet Ulysse de president van de planeet te bereiken en hem te overtuigen van zijn intelligentie. Ulysse krijgt hierdoor vrijheden die de meeste andere mensen niet hebben.
Ulysse ontdekt dat Antelle ook gevangen is tijdens de jacht, en nu in een dierentuin zit. Als Ulysse hem opzoekt, blijkt Antelle geheel te zijn doorgedraaid en nu net zo primitief te zijn als de mensen van deze planeet. Ulysse laat hem achter en verkent de stad. Hij ontdekt dat de apen al een zeer lange geschiedenis hebben, maar dat hun oorsprong een mysterie is. De apengemeenschap blijkt verder onderverdeeld te zijn in de agressieve gorilla’s, de conservatieve orang-oetans, en de intellectuele chimpansees. De orang-oetanwetenschappers zijn ervan overtuigd dat Ulysse enkel doet alsof hij slim is, daar ze niet geloven dat mensen ooit tekenen van intelligentie kunnen vertonen.
Wanneer Ulysse verliefd wordt op een menselijke vrouw van deze planeet en haar zwanger maakt, bewijst hij ten overstaan van de apen inderdaad tot hetzelfde ras te behoren als zij. Dit maakt dat de apen al snel hun respect voor hem verliezen. Bovendien komt langzaam het verleden van de apen aan het licht; net als op aarde waren de mensen ooit de dominante soort over de planeet, maar door degeneratie en het feit dat ze steeds vaker apen trainden om het werk voor hen te doen zijn de rollen langzaam omgedraaid. Wanneer dit aan het licht komt, besluiten de apen dat de mensen een grote bedreiging vormen en uitgeroeid moeten worden. Ulysse ontdekt op tijd wat er gaande is en ontsnapt met het ruimteschip van de planeet, samen met zijn vrouw en pasgeboren zoon. De reis terug naar de aarde duurt wederom 350 jaar. Bij aankomst blijkt echter dat in de afgelopen 700 jaar op aarde ook de apen de macht hebben gegrepen. Hierop verlaten Ulysse en zijn gezin de aarde weer op zoek naar een nieuw thuis. Onderweg schrijft Ulysse de brief, stopt deze in de fles, en laat hem achter in de ruimte.
Nadat Jinn en Phyllis de volledige brief hebben gelezen, doen ze hem af als onzin; een mens kan volgens hen nooit zo'n verhaal schrijven. Het blijkt dat Jinn en Phyllis zelf apen zijn.

## Bewerkingen

### Films
Het boek heeft als basis gediend voor meerdere films.
De eerste verfilming dateert van 1968. Deze bracht nog vier vervolgen voort, welke werden geproduceerd tussen 1970 en 1973. Alle films werden geproduceerd door Arthur P. Jacobs en uitgebracht door 20th Century Fox. De figuren Cornelius, Zira, Zaius en Nova uit het boek komen terug in de films, maar anders dan het boek spelen deze films zich af op de toekomstige aarde. De films in deze reeks zijn:
- Planet of the Apes (1968)
- Beneath the Planet of the Apes (1970)
- Escape from the Planet of the Apes (1971)
- Conquest of the Planet of the Apes (1972)
- Battle for the Planet of the Apes (1973)

In 2001 verscheen een remake van de film uit 1968, eveneens Planet of the Apes genaamd. Deze is geregisseerd door Tim Burton.
In 2011 verscheen de film Rise of the Planet of the Apes, die dienstdoet als reboot van de originele filmreeks. Deze film onthult hoe de apen hun intelligentie verkrijgen en de mens verdringen als de dominante soort.

### Televisie
Er zijn twee televisieseries gemaakt gebaseerd op het boek:
- Planet of the Apes (1974)
- Return to the Planet of the Apes (1975)